# Cheilanthoideae
Cheilanthoideae, potporodica papratnjača, dio je porodice bujadovki (Pteridaceae). Postoji blizu 30 rodova.
Rod je prisutan na svim kontinentima, a opisan je 1973. 

## Rodovi
1. Calciphilopteris Yesilyurt & H. Schneid. (4 spp.)
2. Baja Windham & L. O. George (1 sp.)
3. Bommeria E. Fourn. (5 spp.)
4. Cheilanthes p. p. (skinneri clade) (3 spp.)
5. Myriopteris Fée (42 spp.)
6. Pellaea Link (50 spp.)
7. Paragymnopteris K. H. Shing (6 spp.)
8. Astrolepis D. M. Benham & Windham (8 spp.)
9. Argyrochosma (J. Sm.) Windham (19 spp.)
10. Mildella Trevis. (2 spp.)
11. Cheilanthes p. p. (1 sp.)
12. Notholaena R. Br. (34 spp.)
13. Mineirella Ponce & Scataglini (4 spp.)
14. Cheiloplecton Fée (1 sp.)
15. Pentagramma Yatsk., Windham & E. Wollenw. (6 spp.)
16. Aleuritopteris Fée (44 spp.)
17. Oeosporangium Vis. (28 spp.)
18. Cheilanthes Sw. (59 spp.)
19. Cheilanthes sensu lato (26 spp.)
20. Mickelopteris Fraser-Jenk. (1 sp.)
21. Hemionitis L. (6 spp.)
22. Doryopteris p. p. (7 spp.)
23. Gaga Pryer, Fay W. Li & Windham (19 spp.)
24. Aspidotis (Nutt. ex Hook.) Copel. (4 spp.)
25. Trachypteris André (4 spp.)
26. Adiantopsis Fée (34 spp.)
27. Doryopteris s. lat. (11 spp.)
28. Doryopteris J. Sm. (23 spp.)
29. Lytoneuron (Klotzsch) Yesilyurt (16 spp.)
30. Ormopteris J. Sm. (5 spp.)
31. Cheilanthes bolborrhiza Mickel & Beitel